# Evensen (Neustadt am Rübenberge)
Evensen ist ein Ortsteil der Stadt Neustadt am Rübenberge in der Region Hannover in Niedersachsen.

## Geografie
Das Dorf Evensen liegt westlich der Leine an der Landesstraße 191. Nordwestlich grenzt das Evenser Moor an.

## Geschichte
Erste Erwähnung findet der Ort als „Evendissen“ im Jahr 1221 und gehörte später zur Vogtei Mandelsloh.
Mit der Gebietsreform verlor die Gemeinde Evensen am 1. März 1974 ihre politische Selbstständigkeit und wurde ein Ortsteil von Neustadt am Rübenberge.

## Politik

### Ortsrat
Der gemeinsame Ortsrat von Mandelsloh, Amedorf, Brase/Dinstorf, Evensen, Lutter, Niedernstöcken, Stöckendrebber und Welze setzt sich aus drei Ratsfrauen und acht Ratsherren zusammen. Im Ortsrat befinden sich zusätzlich 19 beratende Mitglieder.
Sitzverteilung:
- SPD: 4 Sitze
- CDU: 3 Sitze
- UWG-NRÜ: 3 Sitze
- Piraten: 1 Sitz

(Stand: Kommunalwahl 11. September 2016)

### Ortsbürgermeister
Der Ortsbürgermeister ist Günter Hahn (UWG NRÜ). Sein Stellvertreter ist Tillmann Zietz (CDU).

## Kultur und Sehenswürdigkeiten

### Bauwerke
- Scheibenkreuzstein
- Rittergut Evensen

### Baudenkmale
→ Siehe: Liste der Baudenkmale in Neustadt am Rübenberge

## Persönlichkeiten

### Söhne und Töchter des Ortes
- Moritz von Denicke (1811–1894), preußischer Verwaltungsjurist und Politiker

### Personen, die mit dem Ort in Verbindung stehen
- Grigorios Aggelidis (* 1965), Unternehmer, Politiker (FDP) und seit Oktober 2017 Mitglied des Deutschen Bundestages, in Griechenland geboren, wohnt in Evensen